# Tipula (Pterelachisus) tshernovskii
Tipula (Pterelachisus) tshernovskii is een tweevleugelige uit de familie langpootmuggen (Tipulidae). De soort komt voor in het Palearctisch gebied.